# Quentin Dolmaire
Quentin Dolmaire, nacido el 18 de febrero de 1994, es un actor francés conocido por sus actuaciones en los filmes Rencontres de cinéma (2007) y Trois souvenirs de ma jeunesse (2015).

## Biografía
Quentin Dolmaire, hijo de un profesor de Física y una madre aficionada al teatro, tuvo una afición temprana al mundo del teatro. De adolescente siguió el curso Simon de teatro y participó en una película, Rencontres de cinéma (2007), con poco más de trece años. Obtuvo un papel protagonista en la película de Arnaud Desplechin Tres recuerdos de mi juventud, en la que encarna el papel de Paul Dédalus, un joven recién salido de la adolescencia que descubre el amor en la persona de Esther. Dédalus es el narrador del filme y, con algunos años de más, es interpretado por el veterano actor Mathieu Amalric.

## Filmografía
- 2015 : Tres recuerdos de mi juventud de Arnaud Desplechin – Paul Dédalus adolescente
- 2019. "Sinónimos". Producción francesa, dirigida y escrita por Nadav Lapid

```
 "Sinónimos" está inspirada en la vida del director, Nadav Lapid, quien salió de Israel para mudarse a París, sin visado ni papeles y con un conocimiento limitado del idioma.
```

## Premios y distinciones
- Césars 2016 : nombramiento al César de la mejor esperanza masculino para Tres recuerdos de mi juventud